# Where Words Fail Music Speaks
Where Words Fail Music Speaks је албум британског извођача психоделичног тренса, Дина Псараса, из 2008. године.